# Sede titolare di Populonia
Populonia (in latino: Populoniensis) è una sede titolare della Chiesa cattolica.

## Storia
Il titolo fa riferimento all'antica città etrusca di Pupluna, attestata come sede vescovile a partire dalla fine del V secolo. Agli inizi del IX secolo la città fu abbandonata dai suoi vescovi che si rifugiarono verso l'entroterra, nella bassa val di Cornia, insediandosi a Suvereto. Nell'XI secolo la sede definitiva della diocesi fu stabilita a Massa Marittima. Da questo momento la diocesi assunse il nome di «diocesi di Massa e Populonia», fino al 1978, quando cambiò nome in diocesi di Massa Marittima-Piombino.
Nello stesso anno Populonia è diventata una sede vescovile titolare della Chiesa cattolica; dal 29 novembre 2003 l'arcivescovo, titolo personale, titolare è Anselmo Guido Pecorari, già nunzio apostolico in Bulgaria e Macedonia.

## Cronotassi dei vescovi titolari
- Francesco Marchisano † (6 ottobre 1988 - 21 ottobre 2003 nominato cardinale diacono di Santa Lucia del Gonfalone)
- Anselmo Guido Pecorari, dal 29 novembre 2003